# Дубище (Псковская область)
Дубище — деревня в Невельском районе Псковской области России. Входит в состав Артёмовской волости.

## География
Расположена в 9 км к югу от города Невель, между озёрами Невель и Завережье (Мелкое). Через деревню проходит автодорога М20 и соответствующий участок железной дороги (Невель — Витебск). Южнее находится железнодорожная станция Завережье.

## Население
| 2001 | 2002 | 2010 |
| ---- | ---- | ---- |
| 113  | ↘93  | ↘51  |

Численность населения деревни по оценке на начало 2001 года составляла 113 человек.